# Alois Piňos
Alois Piňos-Simandl (* 2. Oktober 1925 in Vyškov; † 19. September 2008 in Brünn) war ein tschechischer Komponist und Musikpädagoge.
Piňos studierte nach dem Besuch des Gymnasiums Forstwirtschaft und nahm daneben privaten Kompositionsunterricht. Er setzte seine musikalische Ausbildung am Konservatorium von Brünn und von 1949 bis 1953 an der Janáček-Musikakademie (JAMU) fort. Hier unterrichtete er ab 1953 Musiktheorie und ab 1965 Komposition. Zu seinen zahlreichen Schülern zählten u. a. Miloš Štědroň, Petr Kofroň, Jiří Kollert, Peter Graham, Daniel Forró, Martin Dohnal, Ivo Medek und Dan Dlouhý.
Seine eigene musikalische Ausbildung vervollkommnete er u. a. bei den Darmstädter Ferienkursen mit Pierre Boulez, Bruno Maderna und Karlheinz Stockhausen, bei Kursen für elektronische Musik in München mit Mauricio Kagel und Josef Anton Riedl und bei Kursen für moderne französische Musik in Prag bei Pierre Schaeffer, François Bayle und Guy Reibel.
Seit den 1960er Jahren war Piňos ein entschiedener Vertreter der musikalischen Avantgarde in der Tschechoslowakei, was ihm politische Verfolgung von 1969 bis 1989 und ein Verbot der Aufführung seiner Werke einbrachte. Seine Kompositionen umfassen praktisch alle Genres von der Vokal- und Kammermusik über Orchester- und Bühnenwerke bis hin zu elektronischer Musik und multimedialen Werken. Die theoretischen Grundlagen seiner Komposition stellte er in dem 1971 erschienenen Werk Tónové skupiny (Toncluster) dar. Charakteristisch für seine Kompositionen sind eine klare unsentimentale Tonsprache und unübersehbar (schwarz)humoristische Elemente.
Viel Energie steckte Piňos auch in die Organisation des tschechischen Musiklebens. So ist er Mitbegründer von „Tvůrčí skupiny A“, des Orchesters für Neue Musik „Studio autorů“, des Vereins Camerata Brno, der Künstlervereinigung Q und der Gesellschaft für Elektroakustische Musik und ist Mitglied der Atelier '90 Praha, der Prager Kunstgespräche und der tschechischen Sektion der ISCM. Von 1984 bis 1994 war er ständiger Dozent der Darmstädter Ferienkurse, zudem stellte er in dieser Zeit zahlreiche Musikprogramme für den WDR Köln zusammen.